# Carolina Reaper
El Carolina reaper  o Segador de Carolina es un pimiento parte de la especie Capsicum chinense, mejorado por Ed Currie, quien lidera la compañía de pimientos PuckerButt Pepper Company en Fort Mill, Carolina del Sur, Estados Unidos. Fue el chile más picante del mundo según Guinness World Records de 2013 a 2023 antes de ser superado por Pepper X, que también fue desarrollado por Currie. Con Unidades de Scoville de hasta 2 220 000. En 2017 Dragon's Breath se autoproclamó el pimiento más picante, con una puntuación de 2,48 millones SHU, aunque esto aún no ha sido verificado por los récords Guinness.
El pimiento es un cruce entre un chile Habanero y un Naga Bhut Jolokia. El Carolina Reaper fue clasificado como el pimiento más picante del mundo en el Libro Guinness de los récords desde el 7 de agosto de 2013. Su picor varía entre 1 150 000 a 2 180 000 de SHU (Unidades de Scoville).
El Carolina Reaper tuvo un nombre mucho menos potente durante su cultivo y desarrollo desde 2011 hasta 2013: “HP22B”, este es simplemente un acrónimo que cubre detalles importantes de la planta para Ed Currie, el cultivador – Poder Superior, maceta número 22, planta B.